# Горка-Манагорская
Горка-Манагорская — деревня в Великоустюгском районе Вологодской области.
Входит в состав Самотовинского сельского поселения, с точки зрения административно-территориального деления — в Самотовинский сельсовет. Расположена при федеральной автодороге А123.
Расстояние по автодороге до районного центра Великого Устюга — 17 км, до центра муниципального образования Новатора — 10 км. Ближайшие населённые пункты — Леоново, Шиленга, Ястреблево.
По переписи 2002 года население — 7 человек.